# Scots Mining Company House
Das Scots Mining Company House ist eine Villa in Schottland. Sie liegt in der Ortschaft Leadhills in der Council Area South Lanarkshire. 1971 wurde das Bauwerk in die schottischen Denkmallisten in der höchsten Kategorie A aufgenommen.

## Geschichte
Im 18. Jahrhundert betrieb der Earl of Hopetoun Bergwerke in Leadhills. Das Scots Mining Company House wurde zwischen 1834 und 1836 für James Stirling, den Betriebsleiter, erbaut. Möglicherweise war der schottische Architekt William Adam an der Planung beteiligt. Adam unterhielt eine enge Beziehung zu dem Earl und sein Name taucht auf verschiedenen Rechnungen aus der Bauzeit auf. Handelte es sich ursprünglich um ein freistehendes Gebäude, wurde bereits 1737 der Südflügel und 1740 der Nordflügel hinzugefügt.

## Beschreibung
Die Villa steht abseits der Main Street am Ostrand von Leadhills. Die westexponierte Frontseite des zweistöckigen Gebäudes ist drei Achsen weit. Mittig tritt an dem frühklassizistisch ausgestalteten Hauptgebäude der überdachte Eingangsbereich heraus. Die Villa schließt mit einem schiefergedeckten Walmdach. Gartenseitig ist der Nordflügel mit einem venezianischem Fenster gestaltet. Eine Bruchsteinmauer umfriedet das Grundstück.